# Поликарпо Рибеиро де Оливеира
Поликарпо Рибеиро де Оливеира (Консеисао де Макабу, 21. децембар 1907. — мај 1986) је био бразилски фудбалер . Играо је за фудбалску репрезентацију Бразила на ФИФА Светском првенству 1930. године .
Поли је играо клупски фудбал за Американо .